# Паметник „Защитниците на Стара Загора“
Паметникът „Защитниците на Стара Загора“ в центъра на парк „5-и октомври“ в гр. Стара Загора е изграден като признателност към падналите в боя на 19 юли 1877 г. – Битка при Стара Загора.
Открит е на 19 юли 1902 г., по повод 25 години от боевете за освобождението на града. Паметникът е изграден по типов проект на истанбулския архитект Вокар.
През 1989 г., във връзка с отбелязване на 110-годишнината от възстановяването на Стара Загора, на мястото, където е положен основният камък на града, е поставена паметна плоча.

## История
Денят, в който се водят критичните сражения в защита на Стара Загора по време на Руско-турската война (1877 – 1878) – 5 октомври (19 юли по стар стил), е избран за официален празник – Ден на Стара Загора. На тази дата, на площада, в центъра на града, който според видния старозагорец Атанас Илиев „представляваше тогава неразчистени още дворни места“ се отслужва молебен от търновския митрополит Климент и се полага символично основният камък за възстановяването на града от губернатора на Източна Румелия Алеко Богориди, в присъствието на кмета Стефан Салабашев, служебни лица и много граждани. Именно на това място е издигнат паметникът „Защитниците на Стара Загора“, послужил за начало на реализирания градоустройствен план на Либор Байер. Кметът Стефан Салабашев иска и получава разрешение от Алеко Богориди площадът да бъде кръстен на неговото име. Паркът носи името „Богориди“ в периода 1892 – 1895 г. От 1990 г. носи името „Пети октомври“, но е повече известен като Градската градина.
На 19 юли 1902 г., във връзка с отбелязване 25 годишнината от боевете за Стара Загора, в новосъздадената градина е изграден и осветен паметник на защитниците на Стара Загора. Инициативата е на Старозагорската община и с волни пожертвования на старозагорци, събрани от обществената организация „Паметник“.
През 1948 г. в парка са засадени нови дървета и са оформени нови цветни алеи. Ангажирани с тази дейност са работещите в службата „Паркове и градини“ при Градския народен съвет. Около Паметника на защитниците на Стара Загора са засети софории от Китай и Япония с плачеща корона.

## Композиция
Паметникът има форма на пресечена пирамида. Изработен е от камък и мрамор. Той е повторение на типовия проект на истанбулския архитект Вокар, по който са издигнати „Паметници на победата“ в 12 населени места в страната. Един от тях е посветен на Джуранлийския бой и се намира на „Шакова могила“ между селата Дълбоки и Калитиново.
Надписисите върху паметника гласят: „Въздигнат на 19-ти юлий 1902 г.“ „От признателните старозагорски граждани“ и „На падналите в боя на 19-ти юлий 1877 г. при Стара Загора.“
Под камъка, който бележи началото на възстановяването на Стара Загора, в специално издълбано място е поставен документ с информация за събитието. Текстът е изписан върху медна плоча с кратко изложение за освобождението, разоряване и подновяване на града. Публикуван е в първия отчет на археологическото дружество „Августа Траяна“ и гласи:
| „ | Днес двадесят третий септемврий хилядо осемстотин седемдесят и девета година след Рождество Христово ся положи от собствената ръка на Негово Сиятелство княза Александра Богориди, главний управител на Источна Румелия, този основний камък за възобновление на града Стара Загора в царуването на Всеросийский император Александра ІІ-й Николаевича, в князуването на българский княз Александра І-й Батембергски и в дните на Негово сиятелство княза Александра Богориди, главний управител на Южна България, наречена Источна Румелия, на директора на земеделието, общите сгради и пр. Доктора Вълковича, на Старозагорский префект Нестора Марков, на председателят на Старо-Загорский градский съвет Стефана Стойков Салабашев. Възобновляемия този град Стара Загора ся разсипа, оплени и изгори във времето на Руско-Турската война на 19-ий юли 1877 година от Рождество Христово при нашествието на Турските войски предводителствувани от Сюлейман-паша, при което нашествие ся избиха, исклаха и изгориха до 7850 Българи: мъже, жени и маловъзрастни детчица. Преди разсипването, града Стара Загора броеше до 4419 домове с 25460 души жители, после разсипването останаха 1089 домове с 10650 души. Това ся написа и положи на съхранение в този основний камък за възпоминание на потомството. Това ся написа и положи на съхранение в този основний камък за възпоминание на потомството. | “ |

Освен надписаната плоча, по време на първата копка е поставен план на града, руски и други монети.
След Освобождението, това е първоначално единственият реализиран, от двата планувани, наред с този в чест на подполковник Калитин.